# Gregor Zippel
Gregor Zippel OSB, Geburtsname Stephan Edmund Zippel (* 24. November 1939 in Ratibor, Oberschlesien) ist emeritierter Abt des Benediktinerklosters Rohr.
Nach der Vertreibung fand er mit seiner Mutter und seiner Schwester Zuflucht in Goslar. Von dort aus wurde er in das Gymnasium des Klosters Rohr in Niederbayern geschickt, das die heimatvertriebenen Mönche aus Braunau in Böhmen unterhielten. Nach seiner Schulzeit trat er in das Noviziat des Klosters Rohr ein und nahm den Ordensnamen Gregor an. Nach dem Studium der Theologie in Königstein wurde er am 1. September 1968 in Königstein durch Adolf Kindermann zum Priester geweiht. Danach studierte er Latein und Germanistik für Lehramt, das er am hauseigenen Gymnasium ausübte. Ferner war er Leiter und Präfekt im Internat sowie Leiter des Tagungshauses. Am 15. März 2002 wählten ihn die Mönche des Klosters Rohr zum 4. Abt des neuerstandenen Klosters. Die Benediktion empfing er am 2. Juni 2002 in Rohr durch Diözesanadministrator Vinzenz Guggenberger von Regensburg.
Am 3. Juli 2010 nahm der Präses der bayerischen Benediktinerkongregation in Ettal, Abt Barnabas Bögle (OSB), das Rücktrittsgesuch von Abt Gregor, welches er gemäß den Satzungen der Kongregation zum 70. Geburtstag einreichen musste, an. Nach seiner Resignation führte Abt Gregor weiterhin im Auftrag des Bischofs von Regensburg Firmungen durch und unterrichtete bis 2020 Latein.

## Wahlspruch
„Ubi caritas et amor, deus ibi est“ – Wo die Güte und die Liebe wohnt, da ist Gott. (Aus der Liturgie am Gründonnerstag)

## Ehrungen
- 2009: Verdienstkreuz am Bande der Bundesrepublik Deutschland